# Associazione mazziniana italiana
L'Associazione mazziniana italiana (AMI) è un'associazione nata con lo scopo di riproporre i pensieri di Giuseppe Mazzini.

## Storia
L'associazione venne fondata a Milano nell'agosto del 1943 da Achille Magni, Nello Meoni, Ernesto Re, Giuseppe Colombo, Giannetto Savorani, Antonio Bandini Buti e Claudio Crescenti. In quell'epoca agiva in maniera clandestina, attiva sia durante il 25 aprile 1945 che successivamente durante la campagna per il referendum dove si chiedeva ai cittadini di votare per una repubblica o una monarchia.

## Obiettivi
L'Associazione si propone di:
- creare una alleanza universale dei Popoli" (articolo 1 dello statuto AMI);
- combattere il nazifascismo militando nelle formazioni partigiane di montagna e di città.

## Struttura
Si compone da un comitato nazionale per il coordinamento dell'azione periferica (sezioni comunali) e da un comitato regionale. Ha ottenuto il riconoscimento di organizzazione nazionale senza lucro e di utilità sociale (O.n.l.u.s.) di cui al dlgs. n.460/99.

## Presidenti
- Nello Meoni (1943 - 19??)
- Luigi Salvatorelli (19?? - 1954)
- Giuseppe Chiostergi (1954 - 1961)
- Giuseppe Tramarollo (1961 - 1985)
- Antonio Fussi (1985 - 1986)
- Michele Cifarelli (1986 - 1994)
- Giulio Cavazza (1994 - 2000)
- Maurizio Viroli (2000 - 2007)
- Roberto Balzani (2007 - 2009)
- Mario Di Napoli (2009 - 2019)
- Michele Finelli (2019 - oggi)

## Congressi
- I Congresso - Genova, 7 - 9 marzo 1946
- II Congresso - Genova, 22 - 23 giugno 1947
- III Congresso - Milano, 19 - 21 marzo 1948
- IV Congresso - Forlì, 8 - 9 ottobre 1949
- V Congresso - Trieste, 3 - 4 novembre 1950
- VI Congresso - Firenze, 23 - 24 maggio 1952
- VII Congresso - Parma, 16 - 17 ottobre 1954
- VIII Congresso - Pisa, 6 - 7 ottobre 1956
- IX Congresso - Ravenna, 28 - 29 settembre 1958
- X Congresso - Milano, 7 maggio 1961 - Congresso organizzativo straordinario
- XI Congresso - Ancona, 25 - 26 aprile 1964
- XII Congresso - Cesena, 27 - 28 maggio 1967
- XIII Congresso - Roma, 6 - 7 febbraio 1971
- XIV Congresso - Genova, 9 - 10 febbraio 1974
- XV Congresso - Napoli, 23 - 25 settembre 1977
- XVI Congresso - Terni, 19 - 21 settembre 1980
- XVII Congresso - Bologna, 30, 31 ottobre - 1º novembre 1983
- XVIII Congresso - Catania, 25 - 27 aprile 1986
- XIX Congresso - Rimini, 30 settembre - 1º ottobre 1989
- XX Congresso - Taranto??, 1994
- XXI Congresso - Genova, 24 - 27 aprile 1997
- XXII Congresso - Ravenna, 1 - 4 giugno 2000
- XXIII Congresso - Ancona, 20 - 22 giugno 2003
- XXIV Congresso - Napoli, 6 - 8 ottobre 2006
- XXV Congresso - Pisa, 9 - 11 ottobre 2009
- XXVI Congresso - Forlì, 16 - 18 novembre 2012 - Educare, lavorare, sperare
- XXVII Congresso - Terni, 20 - 21 novembre 2015 - Rifondare la Repubblica
- XXVIII Congresso - Roma, 1 - 3 marzo 2019 - Roma, Repubblica Venite
- XXIX Congresso - Milano, 8 - 10 settembre 2023 - I mazziniani di fronte a una sfida globale

## Pubblicazioni
Pubblica “Il pensiero mazziniano”, un quadrimestrale che si occupa di vari settori